# Australian Journal of International Affairs

L'Australian Journal of International Affairs (journal australien des affaires internationales), créé en 1946 sous le nom d'Australian Outlook, est la principale revue universitaire australienne dans ce domaine.
L'Australian Journal of International Affairs est le journal de l'Australian Institute of International Affairs (en). Il est actuellement édité par le professeur Nick Bisley de l'université La Trobe de Melbourne. Les précédents rédacteurs étaient Andrew O'Neil (université Griffith), Michael Wesley (université Griffith) et William T. Tow (université nationale australienne)